# کردان (ساوجبلاغ)
کُردان در ۱۵ کیلومتری کرج روستایی در شهرستان ساوجبلاغ، استان البرز، ایران است. که با توجه به تقسیمات قبل از سال ۱۳۸۵ از توابع چندار محسوب می‌شده است و با تبدیل شدن چندار به شهر کوهسار تغییراتی در اسامی و عناوین شهری این منطقه ایجاد شده است.

## جمعیت
روستای کردان در دهستان چندار قرار دارد و براساس سرشماری مرکز آمار ایران در سال ۱۳۹۵، جمعیت آن ۳۷۹۵ نفر (۱۱۵۰ خانوار) بوده است و این منطقه به خاطر درختان انبوه و آب و هوای مناسب توریست‌های زیادی را جذب کرده است. مردم کردان به گویش کرجی تکلم می‌کنند.

## پیشینه
باتوجه به مستندات موجود و اشیاء کشف شده و نقشه‌های قدیمی، قدمت کردان به پیش از قرن ۶ قمری برمیگردد و در آن زمان از اهمیت سیاسی و جغرافیایی بالایی برخوردار بوده است در آن زمان مرکزیت سیاسی و نظامی کرج در کردان بوده است.

## ورزش

### ورزش‌های هوایی
نخستین سایت پروازی استان البرز در تاریخ ۱۸ آبان ۹۶ در کردان افتتاح شد. مدیرکل ورزش و جوانان البرز و بیش از ۱۰۰ خلبان و جمعی از دوستداران هوانوردی نخستین سایت پروازی استان البرز در منطقه کوهسار ساوجبلاغ و شهرک کردان آغاز به کار کرد.

### کوهنوردی
منطقه کردان با دارا بودن کوه‌های مناسب که از شرق به طالقان و از غرب به شمال کرج متصل هستند منطقه ای مناسب جهت انجام ورزش کوهنوردی است و تیمی به نام گروه کوهنوردی سنگ سو سرآمد ورزش کوهنوردی این منطقه است.

### کمپ کردان
اگرچه کردان، حالا به جایی برای ثروتمندان تهرانی و ساخت ویلا در آن تبدیل شده، اما هنوز هم می‌توان بدون ویلا به این روستا رفت و در آن کمپ کرد. یکی از جاهای دیدنی کردان طبیعت و کوچه‌باغ‌های آن است. در کردان مغازه‌های زیادی پیدا می‌شود که با خرید از آنها به اقتصاد مردم آن هم می‌شود کمک کرد.

### مجموعه ورزشی ایثار
مجتمع ایثار دارای ۵۰ ویلا با ظرفیت اسکان ۷۰۰ نفر و دارای سالن کنفرانس و سمینار مجهز که علاوه بر این‌ها از امکانات ورزشی گسترده‌ای نیز برخوردار است که می‌تواند مسابقات ورزشی گوناگونی را برگزار و میزبانی کند.
ویلاسازی در کردان
به دلیل اشتیاق افراد برای داشتن ویلای شخصی در این منطقه حالا انواع ویلاهای بسیار لوکس و قصرهای آنچنانی را در این منطقه می‌بینیم که در کنار خانه‌باغ‌های قدیمی قد علم کرده‌اند.

## جاذبه‌های مذهبی

### امام زاده حسین کردان
رجی مدور با پلان خورشیدی متعلق به دوره سلجوقیان که امامزاده حسین از نوادگان سجاد پسر رضا در آن مدفون است. (این برج در سال ۱۳۸۷ مجدداً ساخته شده است).

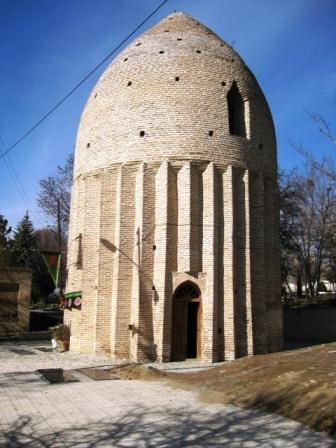
امامزاده حسین کردان

درختان کهنسال توت و چنار محوطه امامزاده و جوی کوچک با آبی پاک و زلال در کنار جاده زیبای منتهی به امامزاده از جمله جاذبه‌های طبیعی است که با همراهی این اثر تاریخی فضایی معنوی و روح‌افزا را رقم زده‌اند.